# Hermann Cornelius
Hermann Cornelius (* 2. August 1898 in Wilhelmshaven; † 25. Februar 1945 in Celle) war ein deutscher Maschinenschlosser, Kommunist und Widerstandskämpfer gegen den Nationalsozialismus.

## Biografie
Cornelius machte eine Ausbildung als Metallarbeiter und wurde 1918 Mitglied im Deutschen Metallarbeiterverband (DMV) und 1923 in der KPD und bei der Roten Hilfe (RHD). Cornelius war als Arbeitersportler Gründer und Leiter des Arbeiter-Schachklubs in Grohn, einem Dorf bei Vegesack im Landkreis Blumenthal. 
Am 30. Januar 1933 wurde er verhaftet und bis Ende Mai 1933 im Gerichtsgefängnis Bremen-Lesum in „Schutzhaft“ gehalten und mehrfach verprügelt. Trotz dieser massiven Einschüchterung setzte er seinen antifaschistischen Widerstand nach der „Schutzhaft“ fort. Am 26. Oktober 1936 wurde er erneut verhaftet und am 16. März 1938 wegen Hochverrats zu 2 Jahren und 3 Monaten Zuchthaus verurteilt. Nach der Entlassung aus dem Zuchthaus Oslebshausen im Juni 1941 nahm er wieder Kontakt auf zu seinen Genossen und beteiligte sich am Widerstandsnetz der Werftarbeiter Leo Drabent und Hans Neumann und der Bästlein-Jacob-Abshagen-Gruppe. Am 29. März 1943 wurde er erneut von der Gestapo verhaftet. Am 13. Oktober 1944 erfolgte ein „Urteil“ des Volksgerichtshofs, mit dem Hermann Cornelius wegen Hochverrats zu drei Jahren Zuchthaus verurteilt wurde. Zur Haft wurde er diesmal ins Zuchthaus Celle verlegt, dort starb er am 25. Februar 1945 an den Folgen der Misshandlungen durch die Gestapo.

## Würdigung

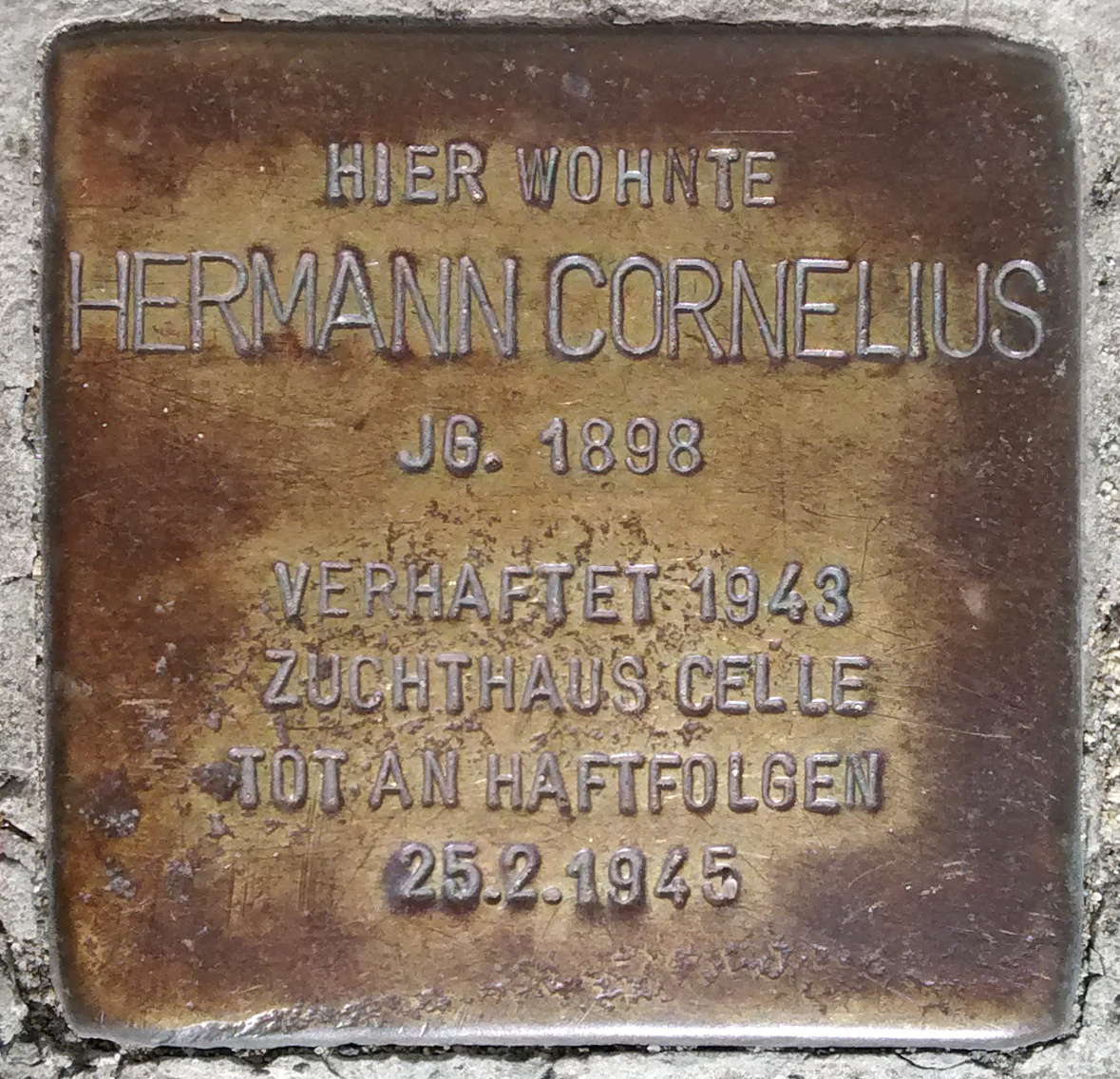
Stolperstein für Hermann Cornelius in Bremen, Friedrich-Humbert-Straße 157

Vor seinem letzten Wohnhaus in der Friedrich-Humbert-Straße 157 in Bremen-Grohn wurde ein Stolperstein verlegt.